# Pageant Point
Pageant Point är en udde i Antarktis. Den ligger i Sydorkneyöarna. Argentina och Storbritannien gör anspråk på området.
Terrängen inåt land är huvudsakligen kuperad, men åt nordost är den platt. Havet är nära Pageant Point åt sydost. Trakten är obefolkad. Det finns inga samhällen i närheten. 